# Pul Pehlad
Pul Pehlad è una suddivisione dell'India, classificata come census town, di 47.336 abitanti, situata nel distretto di Delhi Sud, nello territorio federato di Delhi. In base al numero di abitanti la città rientra nella classe III (da 20.000 a 49.999 persone).

## Società

### Evoluzione demografica
Al censimento del 2001 la popolazione di Pul Pehlad assommava a 47.336 persone, delle quali 26.547 maschi e 20.789 femmine. I bambini di età inferiore o uguale ai sei anni assommavano a 8.869, dei quali 4.625 maschi e 4.244 femmine. Infine, coloro che erano in grado di saper almeno leggere e scrivere erano 29.724, dei quali 19.058 maschi e 10.666 femmine.